# سرجنت فلوید (کشتی یدک‌کش)
سرجنت فلوید (کشتی یدک‌کش) (به انگلیسی: Sergeant Floyd (towboat)) یک کشتی است که طول آن ۱۳۸٫۴ فوت (۴۲٫۲ متر) می‌باشد.